# Chrysotrichia maratya
Chrysotrichia maratya är en nattsländeart som beskrevs av Wells och Malicky 1997. Chrysotrichia maratya ingår i släktet Chrysotrichia och familjen smånattsländor. Inga underarter finns listade i Catalogue of Life.